# バイウォーター (ニューオーリンズ)
バイウォーターとは、アメリカ合衆国ルイジアナ州ニューオーリンズ市内の地域のひとつである。ミシシッピ川に沿って、フォーバーグ・マリニーの下流側、工業水路から見て上流側に位置する。

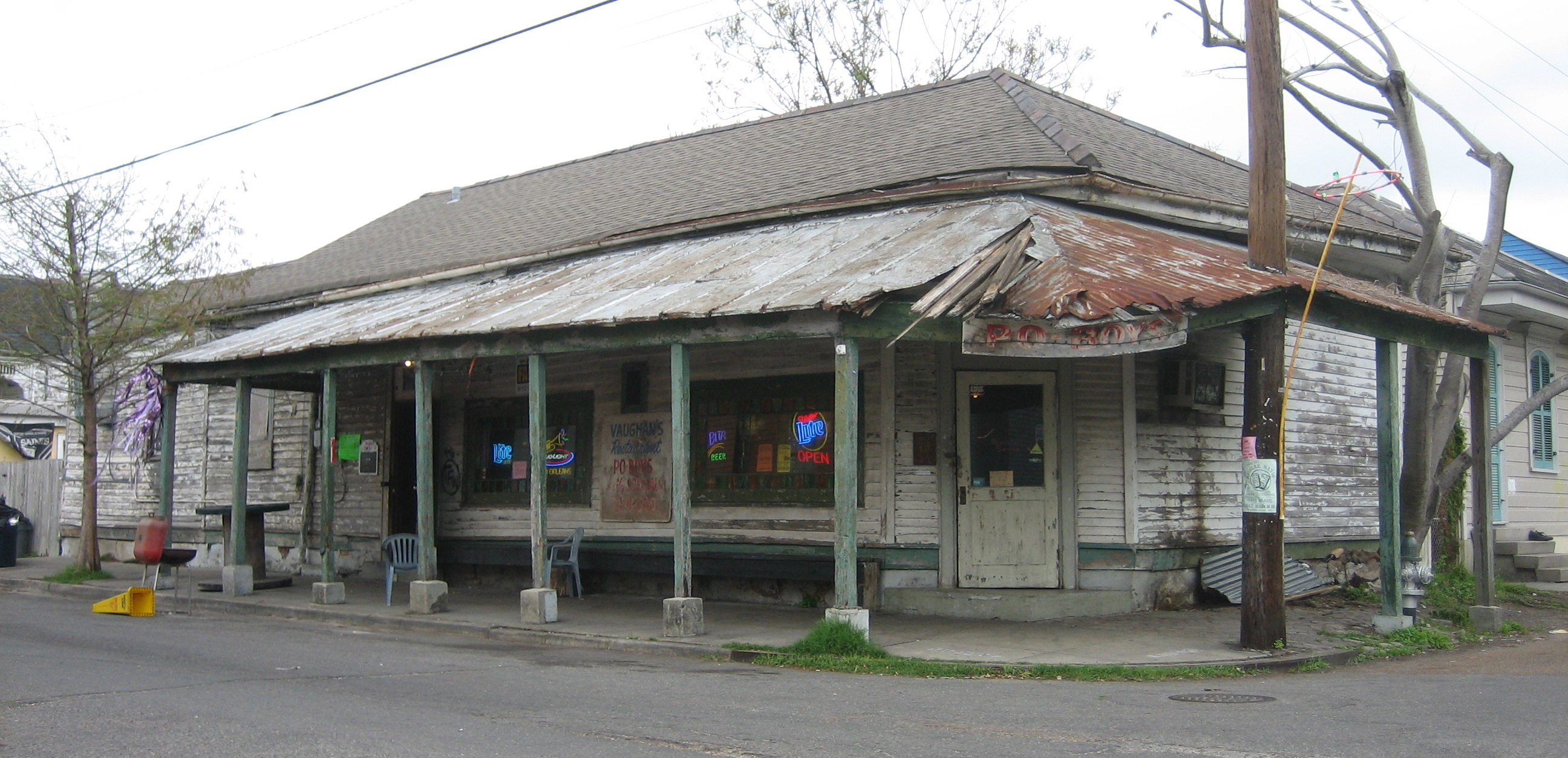
バイウォーターの著名なクラブ、ヴォーンズ・ラウンジ

マルディグラの際には、マーチング・クルーのソサエティー・オブ・セントアン (Society of Saint Anne)が、朝このバイウォーターから行進を始める。
2005年のハリケーン・カトリーナのあと、この地域が比較的被害が少なかったことから多くの生存者がこの地域に押し寄せた。新旧の地元住民に加え、ポーランド・アベニュー埠頭にある新しいクルーズ船のターミナルもこの地域の経済を支えてきた。
バイウォーターはニューオーリンズのナインス・ワード (第9地区)の一部である。ミシシッピ川の天然の堤防に面した場所に位置しているため、若干の浸水はあったものの、僅か数ブロックしか離れていない周辺の地域が被った壊滅的な被害からすれば被害は軽いものであった。

## 歴史
今日バイウォーターとして知られている地域は、植民地時代にはその大部分がプランテーションであった。19世紀初頭に住宅地の開発が行われ、ニューオーリンズのダウンタウン地区の主にフランス語圏の地域「フォーバーグ・ワシントン」の一部となった。カリブ海のフランス語圏からやって来た人々、特にハイチからの避難民がこの地域に住居を構えた。19世紀を通じて、この地域は白人、人種の混ざったクレオール、それにドイツ、アイルランドからの移民が混在して成長して行った。
この地域と、後にロウワー・ナインス・ワードとして知られるようになる地域とは、20世紀に入って工業水路が作られるまでは、殆ど分けて考えられることはなかった。水路が出来たことにより、バイウォーターとロウワー・ナインスが分断されたのである。
かつてこの地域は、アッパー・ナインス・ワードとの名称で知られていた。しかしながら、水路より上流側のミシシッピ川から遠い地域の開発が進んだ頃から、より特徴的な名称を求める声が大きくなった。この地域が水路と川の両方に近いことから電話の交換台がBYwater (水のそば)と呼ぶようになり、1940年代にこの地域がその名称で知られるようになった。
1984年のニューオーリンズ国際河川博覧会の際の開発と憶測が原因となり、長くフレンチ・クオーターに居住していた人々がマリニーなど、川の下流方面へ引っ越した。かつてフレンチ・クオーターに見られたボヘミアンなアーティスト達がバイウォーターへ移住してきたことにより、1990年代後半には放置されてきた19世紀の家屋の多くが改装された。
バイウォーターのセントクロード・アベニューから川側の地域は、ナインス・ワードの中では珍しくハリケーン・カトリーナの際に浸水を逃れた。このため、他の地域と比べてハリケーン後の復興は早かった。